# Mirana Likar Bajželj
Mirana Likar Bajželj, slovenska pisateljica, * 1961, Novo mesto.

## Življenjepis
Mirana Likar Bajželj se je rodila 1961 v Novem mestu. Iz slovenščine in bibliotekarstva je diplomirala na Filozofski fakulteti v Ljubljani. Nekaj časa je bila zaposlena v Centralni tehniški knjižnici, učila je slovenščino na Osnovni šoli Log-Dragomer. Živi v Ljubljani.

## Literarno delo
Pisati je začela leta 2006. Objavljala je  v revijah Literatura, Sodobnost, Mentor, Vpogled in na spletnem portalu Airbeletrina.
Leta 2006 je za svojo kratko zgodbo prejela Onino pero, nagrado ženske priloge Dela Ona. Leta 2007 je zmagala na festivalu mlade literature Urška. Pri Cankarjevi založbi je 2009 izdala svojo prvo knjigo, zbirko kratkih zgodb Sobotne zgodbe. Knjiga je bila leta 2010 uvrščena med osmerico finalistov za nagrado fabula in nominirana za prvenec leta. Istega leta je dobila nagrado spletnega portala Airbeletrina za kratko zgodbo in bila sprejeta v Društvo slovenskih pisateljev.
Leta 2011 je bila zbirka Sobotne zgodbe ponovno uvrščena med finaliste za nagrado fabula, tokrat se je uvrstila med četverico.
Druga knjiga kratkih zgodb z naslovom Sedem besed je izšla leta 2012. Zgodba iz te zbirke, Nadin prt, je bila leta 2013 uvrščena v antologijo najboljše evropske proze, Best European Fiction, ki jo izdaja Dalkey Archive Press v ZDA, urejal pa jo je Aleksandar Hemon. Po izboru kulturne redakcije časopisa Delo je bila knjiga uvrščena med pet knjig, ki so zaznamovale leto 2012 na Slovenskem.